# Вилинбаховы
Вилинбаховы (Виленбаховы) — древний русский дворянский род.
Род записан в VI часть родословных книг Ярославской и Витебской губерний.

## Происхождение и история рода
Ведёт начало от Филиппа Виленбаха, приехавшего в Россию из Германии в начале XVII века (по другим данным — во времена Ивана Грозного) и награждённого «за службы» поместьями в Ярославском уезде (1628—1629), женат на Пелагеи. Из троих сыновей потомство имели Степан и Максим и владели поместьями в Ярославском уезде.

## Родословие
- Филипп Вилинбахов
  - Максим Филиппович
    - Иван Максимович ум. до 1656
      - Степан Иванович
        - Пётр Степанович ум. 1748
          - Афанасий Петрович (1730—1813) — невельский городничий (1778 по 1797), коллежский советник (1793).
            - Семён Афанасьевич (1793—1862) — полковник, герой Бородинской битвы.
            - Иван Афанасьевич (1794—1828) — герой Бородинской битвы, командир Несвижского карабинерного полка.
            - Пётр Афанасьевич р. ок. 1786?
              - Афанасий Петрович (1831—1917) — государственный деятель, тайный советник.
                - Афанасий Афанасьевич (1868—1932) — выпускник Императорского училища правоведения, присяжный поверенный в Баку.
                  - Борис Афанасьевич (1897—1969) — адъютант лейб-гвардии Павловского полка, коллекционер экслибрисов.
                    - Вадим Борисович (1924—1982) — историк, уфолог, первый председатель Комиссии по аномальным явлениям Русского географического общества.
                      - Георгий Вадимович (род. 1949) — председатель Геральдического совета при Президенте Российской Федерации, государственный герольдмейстер России, заместитель директора Государственного Эрмитажа по научной работе.